# Bieliny (gmina Młodzieszyn)
Bieliny – wieś w Polsce, położona w województwie mazowieckim, w powiecie sochaczewskim, w gminie Młodzieszyn.
Sołectwo Bieliny, Olszynki tworzą wsie Bieliny i Olszynki. W 2023 sołectwo liczyło 90 mieszkańców.
W latach 1975–1998 miejscowość należała administracyjnie do województwa skierniewickiego.